# 荘存与
荘 存与（そう ぞんよ、1719年 - 1788年）は、中国清代の儒学者。字は方耕、号は養恬。常州府武進県の出身。弟は荘培因。甥（荘培因の子）は荘述祖。孫は荘綬甲。

## 略歴
1745年の乙丑科の進士（榜眼）。編修を授けられ、官職は内閣学士をへて礼部左侍郎まで昇進する。性質は狷介かつ清廉で、浙江巡撫として赴任したさい、金を贈られようとしたが受けず、代わりに冠を受けたことがあった。ところがその冠というのが冠頭に珊瑚を用い値千金であるということを従者から聞くと、千余里の道をもどって返却したという。また、文華殿の講官であった時に、講義の内容に間違いがあった時には、書を奉って再度進講し誤りを正したという。

## 著作
六経の中でも特に尚書に精通していた。
- 『易説』
- 『毛詩説』
- 『周官説』
- 『尚書説』1巻
- 『尚書概見』3巻
- 『周官記』
- 『春秋正辞』12巻
- 『春秋正辯』
- 『楽説』
- 『四書説』
- 『算法約言』
- 『味経斎文稿』